# Болдыревка (Амурская область)
Бо́лдыревка — село в Завитинском районе Амурской области, Россия. Административный центр Болдыревского сельсовета.

## География
Село Болдыревка стоит на левом берегу реки Половинка (левый приток реки Завитая).
Село Болдыревка расположено к северу от автотрассы «Амур» и города Завитинска.
Расстояние до трассы «Амур» — 8 км, расстояние до районного центра Завитинск — 12 км.
На северо-запад от села Болдыревка идёт дорога к селу Аврамовка, а на северо-восток — к сёлам Житомировка и Верхнеильиновка.

## Население
| 2002 | 2010 | 2012 | 2013 | 2014 | 2015 | 2016 |
| ---- | ---- | ---- | ---- | ---- | ---- | ---- |
| 582  | ↘539 | ↘521 | ↘518 | ↘504 | ↘493 | ↘491 |
| 2017 | 2018 |      |      |      |      |      |
| ↘471 | ↗485 |      |      |      |      |      |

## Инфраструктура
Сельскохозяйственные предприятия Завитинского района.